# Melgar de Abajo
Melgar de Abajo – gmina w Hiszpanii, w prowincji Valladolid, w Kastylii i León, o powierzchni 23,02 km². W 2011 roku gmina liczyła 133 mieszkańców.